# Bluetooth Special Interest Group
Die Bluetooth Special Interest Group (SIG) ist eine Interessengemeinschaft von mittlerweile mehr als 34.000 Unternehmen, die an der Entwicklung und Verbreitung der Bluetooth-Technologie interessiert sind. Sie wurde 1998 von Ericsson, IBM, Intel, Nokia und Toshiba gegründet. 1999 kamen 3Com, Lucent, Microsoft und Motorola hinzu.
Promoter bei SIG sind heute folgende Unternehmen: Apple, Ericsson, Lenovo, Nokia, Toshiba, Intel und Microsoft. 
Bluetooth SIG ist Eigentümer des Bluetooth-Warenzeichens und Herausgeber der Bluetooth-Spezifikation. Sie entwickelt und verkauft keine Geräte.